# Hypoponera indigens
Hypoponera indigens es una especie de hormiga del género Hypoponera, subfamilia Ponerinae. 

## Distribución
Esta especie se encuentra en Comoras, Madagascar y Mayotte.